# رليانس جروب
رليانس جروب (Reliance Anil Dhirubhai Ambani Group) أو المعروفة شعبياً باسم (Reliance ADA Group) أو ببساطة رليانس جروب هي تكتل هندي يقع مقره الرئيسي في مومباي ، الهند. الشركة التي تم تشكيلها بعد تقسيم أعمال ديروباي أمباني ، يرأسها ابنه الأصغر أنيل أمباني. تضم مجموعة ريلاينس ست شركات مدرجة. رليانس باور و رليانس للبنية الفوقية و رليانس كابيتال و رليانس للترفيه و رليانس هوم فينانس و رليانس للصحة . تقدم المجموعة الخدمات المالية ، والبناء ، والترفيه ، والطاقة ، والرعاية الصحية ، والتصنيع ، والدفاع ، والطيران ، وخدمات النقل.